# الحزب الوطني الاشتراكي اليوناني
الحزب الوطني الاشتراكي (باليونانية: Ελληνικό Εθνικό Σοσιαλιστικό Κόμμα)‏ ( (باليونانية: Ελληνικό Εθνικό Σοσιαλιστικό Κόμμα)‏ ، Elliniko Ethniko Sosialistiko Komma) هو حزب نازي أسس في اليونان في عام 1932 من قبل جورج س. ميركوريس، وزير سابق في مجلس الوزراء. 

## التاريخ
أنشئ في أثينا في ديسمبر كانون الأول عام 1932، كان الحزب الاشتراكي الوطني واحدا من مجموعات اليمين المتطرف الناشطة في البلاد في ذلك الوقت. 
برز الحزب بعد انشقاق ميركوريس ، الذي أبدى في السابق تعاطفا مع النقابات العمالية الفاشية الإيطالية، عن باناجيس تسالاريس والحزب الشعبوي بسبب الحاجة إلى حكومة ائتلافية.  من خلال الاتصالات مع غالياتسو تشانو، حصل Mercouris على تمويل للمجموعة الجديدة من إيطاليا، على الرغم من أن هذا سرعان ما تلاشى لأنهم لم يكونوا مقتنعين بأن الحزب كان في أي موقع للحصول على السلطة.
كان الحزب نفسه موجهًا بشكل كبير نحو الفاشية الإيطالية، على الرغم من أن ميركوريس نفسه وبعض أتباعه الرئيسيين كانوا أكثر انجذابًا إلى النموذج الألماني. تم استخدام Mercouris أحيانًا كحل بديل من قبل الحكومة التعاونية أثناء الاحتلال الألماني. 